# Bundesamt für Wirtschaft und Ausfuhrkontrolle
Das Bundesamt für Wirtschaft und Ausfuhrkontrolle (BAFA) in Eschborn bei Frankfurt am Main ist eine Bundesoberbehörde im Geschäftsbereich des Bundesministeriums für Wirtschaft und Energie; es übt auch Aufgaben für andere Bundesministerien aus.

## Geschichte und Organisation
1946 wurde das Zentralamt für Wirtschaft als zentrale Wirtschaftsverwaltung gegründet, aus dem nach dem wirtschaftlichen Zusammenschluss der amerikanischen und britischen Zonen im Sommer 1946 das Verwaltungsamt für Wirtschaft entstand. 1947 – nach dem politischen Zusammenschluss – entwickelte sich hieraus die Verwaltung für Wirtschaft des vereinigten Wirtschaftsgebiets.
Nach Gründung der Bundesrepublik gingen 1951 die wirtschaftspolitischen Aufgaben auf das Bundesministerium für Wirtschaft über, während die Exekutivaufgaben bei der fortan Bundesstelle für den Warenverkehr der gewerblichen Wirtschaft genannten Behörde verblieben.
1954 wurde das Bundesamt für gewerbliche Wirtschaft in Frankfurt errichtet. 1975 verlagerte es seinen Sitz nach Eschborn. 1987 wurde es in Bundesamt für Wirtschaft (BAW) umbenannt. Das Bundesausfuhramt (BAFA) wurde 1992 vor dem Hintergrund wachsender Proliferationsgefahren ebenfalls in Eschborn gegründet.
Im Zuge des Programms der Bundesregierung „Moderner Staat – Moderne Verwaltung“ wurden 2001 BAW und Bundesausfuhramt (BAFA) zum Bundesamt für Wirtschaft und Ausfuhrkontrolle (ebenfalls BAFA abgekürzt) zusammengelegt.
Das heutige Amt (Stand: November 2024) besteht aus folgenden acht Abteilungen:
- Abteilung Z (Zentralabteilung) ist zuständig für die interne Verwaltung und Organisation.
- Abteilung 1 (Abschlussprüferaufsichtsstelle (APAS)) übt die Fachaufsicht über die Wirtschaftsprüferkammer aus und ermittelt bei Berufsangehörigen und Wirtschaftsprüfungsgesellschaften, die Abschlussprüfungen bei Unternehmen von öffentlichem Interesse vornehmen.
- Abteilung 2 (Ausfuhr-Verfahren, Genehmigungen, internationale Regime-Verfahren, Outreach-Projekte) beschäftigt sich mit der Verfahrensseite der Ausfuhrkontrolle.
- Abteilung 3 (Ausfuhr-Technik, technische Stellungnahmen, internationale Regime-Technik) beschäftigt sich mit der technischen Seite der Ausfuhrkontrolle.
- Abteilung 4 (Wirtschafts- und Mittelstandsförderung) ist mit Förderprogrammen im Rahmen der Wirtschafts- und Mittelstandsförderung betraut.
- Abteilung 5 (Energieeffizienz, Erneuerbare Energien, Besondere Ausgleichsregelung) ist verantwortlich für Aufgaben und Förderprogramme im Bereich der Erneuerbaren Energien und der Energieeffizienz.
- Abteilung 6 (Klimaschutz Gebäude, Energie-Info-Center, Anpassungsgeld) ist verantwortlich für Förderprogramme im Bereich der Erneuerbaren Energien und administriert das Anpassungsgeld für Beschäftigte des Kohletagebaus.
- Abteilung 7 setzt das Lieferkettensorgfaltspflichtengesetz (LkSG) um, das die unternehmerische Verantwortung für die Einhaltung von Menschenrechten in den Lieferketten regelt.

Die Abteilungen gliedern sich in jeweils zwei Unterabteilungen und Referate. Das BAFA beschäftigt rund 1.300 Angestellte und Beamte an den Standorten Eschborn, Berlin (Abteilung 1), Weißwasser (Abteilung 6) sowie Borna (Abteilung 7).

## Leitung
Die Behördenleitung führt die Amtsbezeichnung Präsident oder Präsidentin und ist in Besoldungsgruppe B 8 der Bundesbesoldungsordnung B eingruppiert.
Als erster BAFA-Präsident fungierte Wolfgang Danner.
- Dr. phil. Gustav Fremerey (1. April 1955 bis 31. Juli 1967), Präsident Bundesamt für gewerbliche Wirtschaft
- Dr. jur. Edgar Horn (1. November 1967 bis 31. Januar 1975), Präsident Bundesamt für gewerbliche Wirtschaft
- Prof. Dr. jur. Hans Rummer (1. Februar 1975 bis 31. August 1995), Präsident Bundesamt für gewerbliche Wirtschaft
- Dr. Wolfgang Danner (15. August 1992 bis 2001), Präsident Bundesausfuhramt
- Dr. jur. Ria Kemper (1. September 1995 bis 31. Dezember 1999), Präsidentin Bundesamt für Wirtschaft (BAW)
- Dr. Wolfgang Danner (2001 bis 2004), Präsident Bundesamt für Wirtschaft und Ausfuhrkontrolle (BAFA)
- Bernhard Heitzer (1. August 2004 bis 2007)[11]
- Dr. Arnold Wallraff (2007 bis 2017).[1] Präsident Bundesamt für Wirtschaft und Ausfuhrkontrolle
- Andreas Obersteller (2017 bis 1. Juni 2019) Präsident Bundesamt für Wirtschaft und Ausfuhrkontrolle
- Dr. Torsten Safarik (Juni 2019 bis Juni 2024)[12] Präsident Bundesamt für Wirtschaft und Ausfuhrkontrolle
- Dr. Mandy Pastohr (seit 19. August 2024)[13] Präsidentin Bundesamt für Wirtschaft und Ausfuhrkontrolle

## Aufgaben, Zuständigkeiten

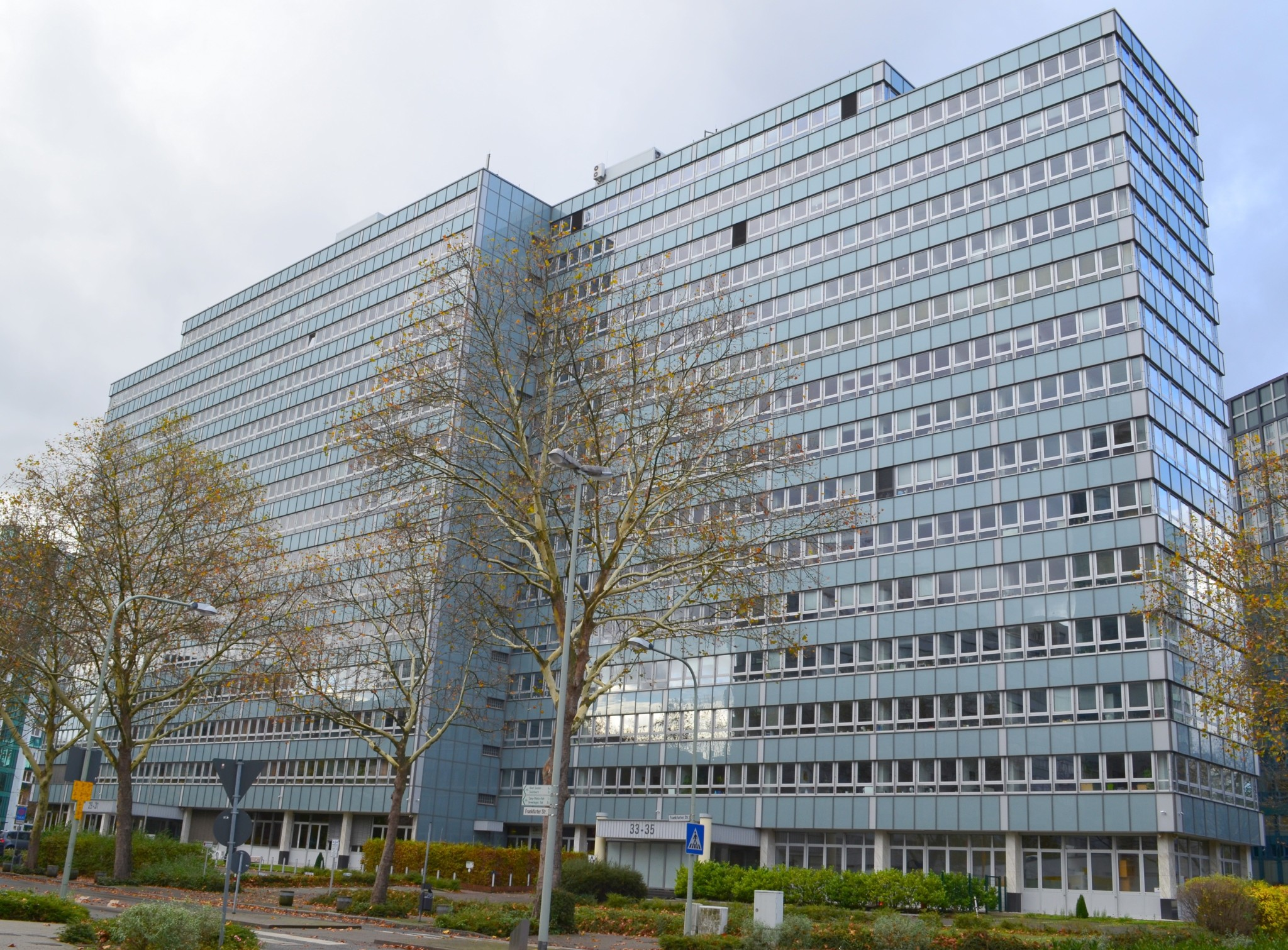
Hauptsitz des BAFA in Eschborn

Das Bundesamt nimmt in den Bereichen Außenwirtschaft, Wirtschafts- und Mittelstandsförderung, Energie und Abschlussprüferaufsichtsstelle wichtige administrative Aufgaben des Bundes wahr.

### Ausfuhrkontrolle
Im Bereich der Außenwirtschaft übt das BAFA Aufgaben der Exportkontrolle aus.
Ausfuhrkontrollen dienen dazu, Sicherheitsinteressen der Bundesrepublik Deutschland und der Völkergemeinschaft zu schützen. So bedürfen bestimmte Güter bei der Ausfuhr in bestimmte Länder einer Genehmigung. Solche Güter sind zum einen Rüstungsgüter, die dem Kriegswaffenkontrollgesetz unterliegen und in Kriegswaffenbüchern zu dokumentieren sind, zum anderen Güter mit zweifachem Verwendungszweck (Duale-use-Güter). Sie sind zum Teil in umfangreichen Listen erfasst. Schwerpunkt der Aufgabe des BAFA ist es dabei zu prüfen, ob die Ausfuhr eines Gutes genehmigungspflichtig und genehmigungsfähig ist.
Weiterhin überwacht das Bundesamt für Wirtschaft und Ausfuhrkontrolle Embargos und koordiniert überregionale Regelwerke, wie das Chemiewaffenübereinkommen oder die Nuclear Suppliers Group.
Das BAFA unterstützt im Auftrag der Europäischen Union auch Drittländer beim Aufbau eigener Exportkontrollsysteme.
Außerdem ist das BAFA für die Zulassung privater Sicherheitsdienste auf Seeschiffen mit dem Ziel der Piratenabwehr zuständig.
Auf dem Gebiet des Außenhandels erteilt das BAFA Genehmigungen für die Einfuhr von Waren der gewerblichen Wirtschaft in das Gebiet der EU (z. B. Holz, Textilien und Stahl).

### Energie
Im Bereich Energie fördert das BAFA die Energetische Sanierung und energieeffiziente Techniken wie Kraft-Wärme-Kopplung, Klima- und Kälteanlagen oder Wärmenetze. Weiterhin werden Maßnahmen zur Energieeinsparung gefördert, bspw. die Energieberatung für Wohngebäude, die Energieberatung für den Mittelstand, Energiemanagementsysteme für Unternehmen sowie die Beratungen zum Energiesparcontracting für Kommunen. Im Bereich der Elektromobilität setzt das BAFA den Umweltbonus zur Förderung der Nachfrage nach Elektrofahrzeugen um. Eine zentrale Rolle kommt der Bundesstelle für Energieeffizienz (BfEE) im BAFA zu, die das Bundesministerium für Wirtschaft und Klimaschutz in Fragen der Energieeffizienz unterstützt, den Energiedienstleistungsmarkt beobachtet und für die Bundesregierung den Nationalen Aktionsplan Energieeffizienz (NAPE) erstellt. Schließlich setzt das BAFA die Besondere Ausgleichsregelung zur Begrenzung der EEG-Umlage stromintensiver Unternehmen um.

### Wirtschafts- und Mittelstandsförderung
Schwerpunkt der Wirtschaftsförderung ist die Abwicklung von Programmen für kleine und mittlere Unternehmen, wie die Förderung von überbetrieblichen Berufsbildungsstätten, die Förderung unternehmerischen Wissens und das Förderprogramm „INVEST – Zuschuss für Wagniskapital“. Mit INVEST-Zuschuss für Wagniskapital sollen junge innovative Unternehmen bei der Suche nach einem Kapitalgeber unterstützt werden und private Investoren – insbesondere Business Angels – angeregt werden, Wagniskapital für diese Unternehmen zur Verfügung zu stellen. Zudem unterstützt das BAFA im Bereich Außenwirtschaftsförderung verschiedene Exportinitiativen des Bundesministerium für Wirtschaft und Klimaschutz. Ziel der Mittelstandsförderung ist es, bestehende Wettbewerbsnachteile bei kleinen und mittleren Unternehmen gegenüber Großkonzernen abzubauen. Zugleich soll ein wirksamer Beitrag zur Beschäftigungspolitik geleistet, die Existenzgründungsbereitschaft erhöht und die Gefahr einer unzureichenden Anpassung an den permanenten strukturellen Wandel verhindert werden. Zu den weiteren Aufgaben gehören z. B. die Umsetzung des Satellitendatensicherheitsgesetz (SatDSiG), die Entschädigung für drahtlose Mikrofonanlagen (Billigkeitsentschädigung) und die Überprüfung der pharmazeutischen Herstellerabschläge.

### Wirtschaftsprüferaufsicht
Die Abschlussprüferaufsichtsstelle (APAS) ist in Deutschland für die Abschlussprüferaufsicht zuständig. Sie ist eine Behörde im funktionalen Sinn, fachlich eigenständig und unabhängig. Organisatorisch ist sie in das BAFA eingegliedert. Sie beaufsichtigt die Tätigkeit von Abschlussprüfern, sofern diese Abschlussprüfungen bei Unternehmen von öffentlichem Interesse durchführen. Anlassbezogene Ermittlungen werden zum Beispiel durchgeführt, wenn sich aus Inspektionen konkrete Anhaltspunkte für Verstöße gegen Berufspflichten ergeben. Schließlich leistet die Abschlussprüferaufsichtsstelle einen Beitrag zur Verbesserung der Prüfungsqualität durch aktive Mitarbeit in den europäischen und internationalen Gremien der Prüferaufsichten sowie durch einen Dialog mit Prüfungsausschüssen von Unternehmen. Darüber hinaus übt die APAS die öffentliche fachbezogene Aufsicht über die Wirtschaftsprüferkammer aus und ist damit für die Überwachung der Qualität von gesetzlichen Abschlussprüfungen bei allen anderen Unternehmen verantwortlich. Die Abschlussprüferaufsichtsstelle hat die Aufgaben der zum 17. Juni 2016 aufgelösten ehrenamtlichen Abschlussprüferaufsichtskommission (APAK) übernommen. Die Einrichtung der Abschlussprüferaufsichtsstelle beruht auf dem Abschlussprüferaufsichtsreformgesetz, das europäische Regelungen in nationales Recht umsetzt.
Nach einem Bericht der Süddeutschen Zeitung im Dezember 2020 handelte der Leiter der damaligen Abteilung 6, Wirtschaftsprüferaufsicht (APAS), Ralf Bose, mit Papieren des Zahlungsdienstleisters Wirecard, während die Bundesbehörde in diesem Fall ermittelte. Wirtschaftsminister Peter Altmaier hatte zuvor gesagt, er sei „befremdet“ und werde sich „sehr intensiv mit diesem Thema beschäftigen“. Im 3. Untersuchungsausschuss der 19. Wahlperiode des Deutschen Bundestages war bekannt geworden, dass im Frühjahr 2020, als sich die Lage bei Wirecard zuspitzte und die Apas den Fall bereits untersuchte, Bose mit Aktien des Zahlungsdienstleisters gehandelt hatte. Dies hatte er im Untersuchungsausschuss eingeräumt.